# August Musger
August Musger (Eisenerz, 10 febbraio 1868 – Graz, 30 ottobre 1929) è stato un prete e fisico austriaco, ricordato principalmente per l'invenzione della tecnica dello slow motion.

## Invenzione
Musger inventò la tecnica del rallenty usando una serie di sedici specchi da tre millimetri per sincronizzare il meccanismo.  L'apparecchio fece la sua prima apparizione nel 1904 a Graz, Stiria.